# Smeshariki. La légende du dragon d'or
Smeshariki. La légende du dragon d'or (Смешарики. Легенда о золотом драконе, Smechariki. Legenda o zolotom drakone) est un film d'animation russe réalisé par Denis Tchernov, sorti en 2016.

## Fiche technique
- Titre : Smeshariki. La légende du dragon d'or[1]
- Titre original : Смешарики. Легенда о золотом драконе (Smechariki. Legenda o zolotom drakone)
- Réalisation : Denis Tchernov
- Scénario : Denis Tchernov, Dmitri Yakovenko
- Musique : Marina Landa, Sergueï Vassiliev
- Pays d'origine : Russie
- Format : Couleurs - 35 mm - Mono
- Genre : comédie, film d'aventures
- Durée : 80 minutes
- Date de sortie : 2016

## Distribution

### Voix originales
- Mikhaïl Tcherniak : Kopatytch (Liousien)/Lossiach/Pin
- Sergueï Mardar : Kar-Karytch/Sovounia
- Svetlana Pismitchenko : Nioucha
- Vadim Botchanov : Barach
- Vladimir Postnikov : Yojik
- Anton Vinogradov : Kroch
- Dmitri Naguiev : Dizel
- Elena Choulman : Lara
- Garik Kharlamov : Vojd